# Evangelia Moraitidou
Evangelia Moraitidou (26 de março de 1975) é uma jogadora de polo aquático grega, medalhista olímpica.

## Carreira
Evangelia Moraitidou fez parte do elenco vice-campeão olímpico de Atenas 2004.